# Куркін Ігор Васильович
Ігор Васильович Куркін (нар. 16 березня 1949, Москва, СРСР) — радянський футболіст, виступав на позиції нападника. Майстер спорту СРСР.

## Життєпис
Народився в Москві, вихованець місцевого ФК «Спартак». Футбольну кар'єру розпочав у місцевому аматорському клубі «Алмаз». У 1966 році повернувся до «Спартак», до завершення сезону 1969 року виступав за дублюючий склад. У 1970 році почав залучатися до матчів першої команди, за яку дебютував 26 квітня 1970 року в програному (1:3) домашньому поєдинку 8-о туру Вищої групи Класу «А» проти СКА (Ростов-на-Дону). Ігор вийшов на поле в стартовому складі та відіграв увесь матч. Того сезони зіграв по 4 поєдинки в чемпіонат та кубку СРСР, також відзначився 2-а голами за дублюючий склад. У 1972 році перейшов до «Текстильника», за який дебютував 6 березня 1971 року в нічийному (1:1) домашньому поєдинку 1/32 фіналу кубку СРСР проти фрунзенської «Алги». Куркін вийшов на поле в стартовому складі та відіграв увесь матч. У Першій лізі СРСР дебютував за івановський клуб 6 квітня 1971 року в переможному (1:0) виїзному поєдинку 1-о туру проти запорізького «Металурга». Ігор вийшов на поле в стартовому складі, а на 62-й хвилині його замінив Іван Пономарьов. Дебютним голом у футболці «Текстильника» відзначився 16 червня 1971 року на 79-й хвилині переможного (2:0) домашнього поєдинку 15-о туру Першої ліги проти вільнюського «Жальгіріса». Куркін вийшов на поле в стартовому складі та відіграв увесь матч. У команді був одним з ключових гравців. Зіграв 42 матчі (2 голи) в Першій лізі, ще 2 поєдинки провів у кубку СРСР.
У 1972 році перейшов до першолігового криворізького «Кривбасу», але в його складі не провів жодного офіційного поєдинку. З 1973 по 1974 рік захищав кольори «Зірки» (Тирасполь)/«Команди міста Тирасполь». У 1975 році перейшов до івано-франківського «Спартака», за який дебютував 16 березня 1975 року в програному (1:2) виїзному поєдинку 1/32 фіналу кубку СРСР проти запорізького «Металурга». Ігор вийшов на поле в стартовому складі та відіграв увесь матч. У Першій лізі СРСР дебютував за івано-франківців 15 квітня 1975 року в нічийному (0:0) виїзному поєдинку 2-о туру проти харківського «Металіста». Куркін вийшов на поле в стартовому складі, а на 46-й хвилині його замінив Степан Рибак. У футболці «Спартака» зіграв 35 матчів у Першій лізі та 1 поєдинок у кубку СРСР. По завершенні сезону закінчив футбольну кар'єру.

## Титули і досягнення
- Чемпіон Європи (U-18): 1967